# Communauté rurale de Séssène
Ne doit pas être confondu avec Communauté rurale de Loul Sessène.
La communauté rurale de Séssène est une communauté rurale du Sénégal située à l'ouest du pays. 
Elle fait partie de l'arrondissement de Séssène, du département de M'bour et de la région de Thiès.